# Antonio Delgado y Roig

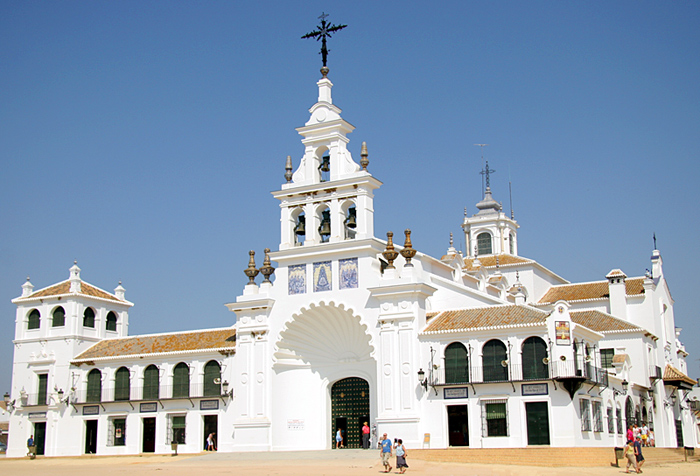
Ermita de El Rocío, proyecto de Antonio Delgado y Roig, construida en 1960.

Antonio Delgado y Roig (Sevilla, 21 de noviembre de 1902 - ibídem, 19 de febrero de 2002), fue un arquitecto español. 

## Biografía
Fue uno de los últimos representantes del regionalismo sevillano, corriente que se dio entre 1900 y 1935. Villar Movellán define su estilo como un racionalismo que evolucionó en andalucismo.
De familia acomodada, hijo y nieto de farmacéuticos, era el séptimo de diez hermanos. Estudió en el Colegio de Villasís, regido por los jesuitas, terminando el bachillerato en 1919.
Estudió arquitectura en Madrid. Curso los años preparatorios en la Universidad de Sevilla para el ingreso en la escuela y simultaneó estos con clases de dibujo bajo la dirección del pintor González Santos. Obtuvo el título de arquitecto en 1929.
Se estableció con estudio propio y siempre en estrecha colaboración de su compañero Alberto Balbontín de Orta. Previamente a independizarse estuvo en periodo de formación durante tres años con Juan Talavera y Heredia. Una de sus obras más importantes es la Ermita de El Rocío, donde se venera a la virgen del mismo nombre situada en la aldea de El Rocío de Almonte (Huelva, España)o la Basílica de Jesús del Gran Poder de Sevilla, donde se venera a la principal devoción cristífera de Sevilla.
Otras obras:
Poblado en Isla Mínima del Guadalquivir (La Puebla del Rio), que comprende Iglesia, mercado, escuela, 41 viviendas, plaza...